# سفارة الأرجنتين في بولندا
سفارة الأرجنتين في بولندا هي أرفع تمثيل دبلوماسي لدولة الأرجنتين لدى بولندا. تقع السفارة في وارسو وهي تهدف لتعزيز المصالح الأرجنتينية في بولندا.

## وصلات خارجية
- الموقع الرسمي
- قائمة سفارات الأرجنتين
- قائمة السفارات في بولندا